# (7329) Bettadotto
(7329) Bettadotto est un astéroïde de la ceinture principale.

## Description
(7329) Bettadotto est un astéroïde de la ceinture principale. Il fut découvert le 14 avril 1985 à la station Anderson Mesa par Edward L. G. Bowell. Il présente une orbite caractérisée par un demi-grand axe de 2,68 UA, une excentricité de 0,11 et une inclinaison de 12,4° par rapport à l'écliptique.

## Compléments